# Быстрая (приток Пуры)
Бы́страя (также Янтодода) — река в Таймырском Долгано-Ненецком районе Красноярского края России, левый приток Пуры. Длина реки — 189 км, площадь водосборного бассейна — 7460 км².
Река вытекает мощным потоком шириной до 420 м из озера Надудотурку в юго-западной части Таймырского полуострова на высоте 53 м над уровнем моря. В верховьях течёт преимущественно на юг, умеренно меандрируя. После впадения Чилкуяхи поворачивает на северо-восток, а в нижнем течении, после впадения Кабыгабигая, река устремляется на юго-восток. Преобладают глубины 1,5-2 м. В бассейне ландшафт представляет собой арктическую тундру, большое число некрупных озёр. Берега часто заболоченные или песчаные, редко — обрывистые. Впадает в Пуру слева в 146 км от ее устья, ниже впадения Моховой, на высоте 6 м над уровнем моря. В нижнем течении ширина русла достигает 195 м при глубине 1,8 м.

## Основные притоки
Указаны поименованные притоки длиной 30 км и более.
| Название      | Расстояние от устья | Длина | Положение |
| ------------- | ------------------- | ----- | --------- |
| Сухая         | 2                   | 45    | левый     |
| Длинная       | 23                  | 45    | правый    |
| Нгукагачера   | 43                  | 32    | левый     |
| Кабыгабигай   | 55                  | 47    | левый     |
| Чилкуяха      | 101                 | 62    | правый    |
| Алфеевская    | 107                 | 37    | правый    |
| Чулыо         | 120                 | 40    | правый    |
| Извилистая    | 126                 | 50    | правый    |
| Сяко          | 171                 | 45    | правый    |
| Нгаркэй-Горло | 184                 | 72    | левый     |

## Данные водного реестра
По данным государственного водного реестра России и геоинформационной системы водохозяйственного районирования территории РФ, подготовленной Федеральным агентством водных ресурсов:
- Бассейновый округ — Енисейский
- Речной бассейн — Пясина
- Речной подбассейн — нет
- Водохозяйственный участок — Пясина и другие реки бассейна Карского моря от восточной границы бассейна Енисейского залива до западной границы бассейна реки Каменная
- Код объекта в государственном водном реестре — 17020000112116100132698[5].